# Реки Кипра
Постоянных рек на Кипре почти нет. Все реки острова отличаются маловодностью, берут начало в горах и имеют осенний и зимний паводки. Большинство рек, расположенных на острове, коротки, самые длинные из них имеют протяжённость 50—70 км. Основным источником питания рек служат атмосферные осадки. Во время зимних дождей реки выходят из берегов и вызывают даже наводнения. В знойный летний период они настолько мелеют, что образуют лишь тонкие ручейки, извивающиеся по оголённому руслу, а многие совершенно пересыхают. Наиболее значительными реками Кипра считаются Акаки со своими притоками, а также Педиэос и Ялиас.

## Список рек, протекающих по территории Кипра
- Акаки (река)
- Аликос
- Атсас
- Василикос
- Гариллис
- Диаризос
- Йермасогея
- Каркотис
- Коорис
- Криос (река)
- Ксеропотамос
- Лимнатис
- Лимнитис
- Марони (Кипр)
- Овгос
- Педиэос
- Пенташинос
- Перистерона
- Серакис
- Сетрахос
- Ставрос тис Псокас
- Тремифос
- Ха Потами
- Эзоуса
- Элиа
- Ялиас